# لومن
لُومِن أو ليومين (بالإنجليزية: Lumen)‏ هي وحدة قياس التدفق الضوئي يرمز له بالرمز (lm) والعلاقة هي:
- 1 لومن = 1 شمعة · ستراديان

أو:
- lm = 1 cd · sr

تقاس كمية الضوء بوحدة لومن/واط. وهي تشكل وسيلة لمقارنة اقتصادية أنواع المصابيح الكهربائية المختلفة؛ أي كلفة التيار الكهربائي المارة في مصباح وما ينتجه المصباح من شدة إضاءة.

## تطبيق على مصابيح كهربائية

### مصباح متوهج
تعمل المصابيح الكهربائية المعتادة بجهد 230 فولط :
| القدرة الكهربائية واط | التدفق الضوئي لومن | كفاءة الإضاءة لومن/واط |
| --------------------- | ------------------ | ---------------------- |
| 40                    | 430                | 10,8                   |
| 60                    | 730                | 12,2                   |
| 100                   | 1380               | 13,8                   |
| 500                   | 8400               | 16,8                   |

### مصباح فلوري
تشع المصابيح الفلورية ضوءًا أبيضًا، وهي تكون عادة في شكل أنبوب قطره 26 مليمتر، ومختلفة الطول:
| القدرة الكهربائية واط | طول المصباح مليمتر | التدفق الضوئي لومن | كفاءة الإضاءة لومن/واط |
| --------------------- | ------------------ | ------------------ | ---------------------- |
| 15                    | 438                | 650                | 37                     |
| 30                    | 895                | 1600               | 46                     |
| 36                    | 1200               | 3350               | 73                     |
| 58                    | 1500               | 5200               | 73                     |

## مقارنة بين مصباح متوهج و مصباح LED
يتفوق مصباح صمام ثنائي باعث للضوء على المصباح الكهربائي المعتاد بأنه أوفر كثيرا في استهلاك الكهرباء. فعلى سبيل المثال مصباح «إل إي دي» LED الذي يستهلك 7 واط يمكن أن يعوض مصباحًا متوهجًا (تقليدي) يعمل بفتيل التنجستن يستهلك 40 واط، مع أن كلاهما ينتج تدفقًا ضوئيًّا قدره 370 لومن.

## اقرأ أيضا
- فعالية ضوئية
- صمام ثنائي باعث للضوء
- فوت (وحدة قياس)
- الفيض الضوئي
- قدرة شمعة